# شعار باراغواي
يتكون شعار النبالة الوطني أو الختم الوطني لباراغواي Escudo de Armas أو Sello Nacional ، من الشكل التالي:

## وصف
يوجد شعار النبالة على علم باراغواي الوطني، في الجزء الأوسط الأبيض على العلم. يتكون الشعار من نجمة صفراء خماسية محاطة بغصني نخيل ومحاطا باسم الدولة: "REPÚBLICA DEL PARAGUAY" (جمهورية باراغواي).